# Ак-Чокрак (Бахчисарай)
Ак-Чокрак (крим. Aq Çoqraq, з 1948 — Білий Істочник) — місцевість Бахчисарая, колишнє село. У 1960-ті рокі включено у склад села Підгородне, згодом у склад Бахчисарая.

## Опис
Місцевість розташована на півночі міста, між автошляхом Н 06 та залізницею.
Основні вулиці: Білий Істочник, Симона, Приозерська.

## Історія
У часи Кримського ханства Ак-Чокрак входив до Бахчисарайского кадылыка Бахчисарайского каймаканства, вперше зустрічається у «Камеральному Описі Криму 1784 року».
Судячи з «Списку населених місць Таврійської губернії за даними 1864 року», Ак-Чокрак з 15 дворами та 104 жителями вважався передмістям Бахчисараю.
На верстової карті 1890 року у передмісті Ак-Чокрак позначено 39 дворів із кримськотатарським населенням.
У 1944 році 18 травня кримські татари з села були депортовані до Середньої Азії, а у вересні у район приїхали перші новосели (2146 сімей) з Орловської і Брянськой областей РСФСР.
18 травня 1948 року указом Президії Верховної Ради РРФСР Ак-Чокрак перейменували на Білий Істочник.
А 1960-х роках село включили у склад Підгороднього, а згодом у склад Бахчисараю. Радянська назва села збереглася у назві вулиці — Білий Істочник.